# Jacques Vernier
Jacques Vernier (ur. 3 lipca 1944 w Paryżu) – francuski polityk, inżynier górnictwa i samorządowiec, deputowany krajowy, od 1984 do 1993 poseł do Parlamentu Europejskiego II i III kadencji.

## Życiorys
Z wykształcenia inżynier górnictwa, ukończył École polytechnique (1965) i École nationale supérieure des mines de Paris (1968). Specjalizował się w zakresie ochrony środowiska, przez kilka lat jako urzędnik zajmował się kwestiami dotyczącymi kopalń w Strasburgu. Był następnie zastępcą sekretarza generalnego agencji wodnej Agence de Bassin Seine-Normandie (1972–1974) oraz dyrektorem agencji wodnej w Douai. Autor publikacji książkowych i raportów.
Działał w Unii na rzecz Demokracji Francuskiej, następnie w Zgromadzeniu na rzecz Republiki i Unii na rzecz Ruchu Ludowego (w tym jako jej przewodniczący w departamencie Nord). Od 1983 do 2014 zajmował stanowisko mera Douai, a w latach 1983–1990 i 1998–2015 był radnym regionu Nord-Pas-de-Calais; kierował także związkiem międzygminnym Douaisis Agglo. W 1984 i 1989 wybierano go do Parlamentu Europejskiego, przystąpił do Europejskiego Sojuszu Demokratycznego. W 1993 odszedł z Europarlamentu, w latach 1993–1997 sprawował mandat deputowanego do Zgromadzenia Narodowego. Od 1994 do 1997 był prezesem agencji środowiskowej i energetycznej ADEME, a w latach 2003–2010 kierował radą dyrektorów zajmującego się środowiskiem instytutu INERIS.
Odznaczony m.in. Legią Honorową III klasy (2019) oraz Orderem Narodowym Zasługi III klasy (2005).